# Jamie Browne
Jamie Browne (Basseterre, San Cristóbal y Nieves; 3 de julio de 1989) es un futbolista de las Islas Vírgenes Estadounidenses nacido en San Cristóbal y Nieves que juega en la posición de centrocampista y que actualmente milita en el Unique FC del Campeonato de fútbol de las Islas Vírgenes Estadounidenses.

## Carrera

### Club
| Periodo   | Club             |
| --------- | ---------------- |
| 2009-2014 | UWS Upsetters    |
| 2014      | Brooklyn Knights |
| 2015      | Dallas City FC   |
| 2015-     | Unique FC        |

### Selección nacional
Debutó con Islas Vírgenes Estadounidenses el 27 de septiembre de 2006 a los 17 años, y anotó su primer gol con la selección nacional el 6 de septiembre de 2011 en la derrota por 1-8 ante Antigua y Barbuda en Frederiksted por la clasificación de Concacaf para la Copa Mundial de Fútbol de 2014.